# Alaska (lapin)
 (janvier 2022).
Si vous disposez d'ouvrages ou d'articles de référence ou si vous connaissez des sites web de qualité traitant du thème abordé ici, merci de compléter l'article en donnant les références utiles à sa vérifiabilité et en les liant à la section « Notes et références ».
Pour les articles homonymes, voir Alaska (homonymie).
L'Alaska est une race de lapin domestique originaire d'Allemagne. Ce lapin de couleur noire intense est issu de croisements entre des lapins argentés, Russes, Havane et Hollandais.